# 美學家列表
此列表列出了世界上部分知名美學家。
| 姓名                             | 出生日期       | 逝世日期       | 居住地                                   |
| -------------------------------- | -------------- | -------------- | ---------------------------------------- |
| 斯瑞·奧羅賓多                    | 1872年8月15日  | 1950年12月5日  | 英屬印度                                 |
| 托馬斯·阿奎那                    | 約1225年       | 1274年3月7日   | 西西里王國                               |
| 亞里士多德                       | 前384年        | 前322年3月7日  | 馬其頓王國                               |
| 鲁道夫·阿恩海姆                  | 1904年7月15日  | 2007年6月9日   | 德国                                     |
| 希波的奧古斯丁                   | 354年11月13日  | 430年8月28日   | 羅馬帝國                                 |
| 玉素甫·哈斯·哈吉甫               | 1019年         | 約1080年       | 喀喇汗國                                 |
| 羅蘭·巴特                        | 1915年11月12日 | 1980年3月26日  | 法國                                     |
| 喬治·巴代伊                      | 1897年9月10日  | 1962年7月9日   | 法國                                     |
| 亞力山大·葛特列·鮑姆嘉通         | 1714年7月17日  | 1762年5月27日  | 普魯士王國                               |
| 維薩里昂·格里戈里耶維奇·別林斯基 | 1811年6月11日  | 1848年6月7日   | 俄羅斯帝國                               |
| 瓦爾特·本雅明                    | 1892年7月15日  | 1940年9月26日  | 生於 德意志帝國，逝世於 西班牙国。       |
| 喬治·戴維·伯克霍夫               | 1884年3月21日  | 1944年11月12日 | 美国                                     |
| 哈羅德·布魯姆                    | 1930年         | 2019年         | 美国                                     |
| 費盧西奧·布索尼                  | 1866年4月1日   | 1924年7月27日  | 意大利王國                               |
| 約翰·凱吉                        | 1912年9月5日   | 1992年8月12日  | 美国                                     |
| 貝內德托·克羅齊                  | 1866年2月25日  | 1952年11月20日 | 意大利王國                               |
| 约翰·杜威                        | 1859年10月20日 | 1952年6月1日   | 美国                                     |
| 翁贝托·埃可                      | 1932年1月5日   | 2016年2月19日  | 義大利                                   |
| 喬納森·愛德華茲                  | 1703年10月5日  | 1758年3月22日  | 美国                                     |
| 拉尔夫·沃尔多·爱默生             | 1803年5月25日  | 1882年4月27日  | 美国                                     |
| 米歇尔·福柯                      | 1926年10月15日 | 1984年6月25日  | 法國                                     |
| 漢斯-格奧爾格·伽達默爾           | 1900年2月11日  | 2002年3月13日  | 德国                                     |
| 艾蒂安·吉爾森                    | 1884年6月13日  | 1978年9月19日  | 法國                                     |
| 愛德華·漢斯力克                  | 1825年9月11日  | 1904年8月6日   | 生於 奧地利帝國，逝世於 奥匈帝国。       |
| 格奥尔格·威廉·弗里德里希·黑格尔  | 1770年8月27日  | 1831年11月14日 | 生於 神圣罗马帝国，逝世於 普魯士王國。   |
| 約翰·弗里德里希·赫爾巴特         | 1776年5月4日   | 1841年8月14日  | 德意志邦聯                               |
| 赫尔德                           | 1744年8月25日  | 1803年12月18日 | 普魯士王國                               |
| 大卫·休谟                        | 1711年5月7日   | 1776年8月25日  | 蘇格蘭                                   |
| 法蘭西斯·哈奇森                  | 1694年         | 1746年         | 爱尔兰                                   |
| 伊曼努尔·康德                    | 1724年4月22日  | 1804年2月12日  | 普魯士王國                               |
| 索倫·奧貝·克爾凱郭爾             | 1813年5月5日   | 1855年11月11日 | 丹麦                                     |
| 约瑟夫·科苏斯                    | 1945年1月31日  | 在世           | 美国                                     |
| 戈特霍爾德·埃夫萊姆·萊辛         | 1729年1月22日  | 1781年2月15日  | 神聖羅馬帝國                             |
| 劉勰                             | 約465年        | 不詳           | 南朝                                     |
| 讓-弗朗索瓦·利奧塔               | 1924年8月10日  | 1998年4月21日  | 法國                                     |
| 卢卡奇·捷尔吉                    | 1885年4月13日  | 1971年6月4日   | 生於 奥匈帝国，逝世於 匈牙利人民共和国。 |
| 安德烈·馬爾羅                    | 1901年11月3日  | 1976年11月23日 | 法國                                     |
| 雅克·马里顿                      | 1882年11月18日 | 1973年4月28日  | 法國                                     |
| 弗里德里希·尼采                  | 1844年10月15日 | 1900年8月25日  | 生於 普魯士王國， 逝世於 德意志帝國。    |
| 汉斯·普菲茨纳                    | 1869年5月5日   | 1949年5月22日  | 生於 俄罗斯帝国，逝世於 苏联。           |
| 柏拉图                           | 前427年        | 前347年        | 古希臘                                   |
| 艾茵·兰德                        | 1905年2月2日   | 1982年3月6日   | 生於 俄罗斯帝国，逝世於 美国。           |
| 托马斯·里德                      | 1710年4月26日  | 1796年10月7日  | 蘇格蘭                                   |
| 约翰·拉斯金                      | 1819年2月8日   | 1900年1月20日  | 英国                                     |
| 乔治·桑塔亚那                    | 1863年12月16日 | 1952年9月26日  | 生於 西班牙，逝世於 美国。               |
| 弗里德里希·谢林                  | 1775年1月27日  | 1854年8月20日  | 生於 神聖羅馬帝國，逝世於 瑞士。         |
| 弗里德里希·席勒                  | 1759年11月10日 | 1805年5月9日   | 符騰堡王國                               |
| 奥古斯特·威廉·施莱格尔           | 1767年9月8日   | 1845年5月12日  | 德国                                     |
| 卡爾·威廉·施勒格爾               | 1772年3月10日  | 1829年1月12日  | 德国                                     |
| 阿图尔·叔本华                    | 1788年2月22日  | 1860年9月21日  | 生於 波蘭立陶宛聯邦，逝世於 普魯士王國。 |
| 苏格拉底                         | 前470年        | 前399年        | 古希臘                                   |
| 奥斯卡·王尔德                    | 1854年10月16日 | 1900年11月30日 | 法國                                     |